# Eternal Champions
Eternal Champions (エターナル チャンピオンズ) é um jogo de luta de 1993 desenvolvido e publicado pela Sega para o Mega Drive, no Brasil foi distribuído pela Tec Toy e na Coréia do Sul pela Samsung em 1994. Foi um dos poucos jogos de luta de seu tempo desenvolvido desde o início como um título de console doméstico, em vez de ser lançado primeiro nos arcades e depois portado para sistemas domésticos.
A Sega lançou Eternal Champions na esperança de capitalizar a febre dos jogos de luta que a indústria estava passando após o enorme sucesso de Street Fighter II (1991) e Mortal Kombat (1992). O jogo tentou se diferenciar com características únicas como uma maior ênfase em sua história, personagens retirados de diferentes períodos de tempo, projéteis refletíveis, campos de força, lutadores que carregavam armas, um modo de treinamento onde os jogadores tinham que se defender contra armadilhas robóticas, um novo método de execução de movimentos e movimentos finais elaborados específicos para cada estágio, chamados "Overkills".
Dois anos depois, uma versão aprimorada, Eternal Champions: Challenge from the Dark Side, foi lançada para o Sega CD. O jogo também gerou dois jogos spin-off, Chicago Syndicate e X-Perts. Eternal Champions foi adicionado ao serviço de download do Virtual Console do Wii em 3 de dezembro de 2007 e incluído no microconsole Sega Mega Drive Mini lançado em 2019.

## Jogabilidade
O jogo seguiu o típico pad/stick direcional de oito direções com layout de seis botões comum à maioria dos jogos de luta da época (mais comumente neste caso, Street Fighter II). Como o controle padrão do Mega Drive/Genesis tem apenas três botões de ação, os jogadores teriam que comprar um controle de seis botões ou Sega Activator, ou então usar o botão "Start" para alternar os botões de ação entre socos e chutes. O joystick ou D-pad é usado para se afastar, avançar, pular e agachar. Existem três socos e três chutes que variam de acordo com a velocidade e a potência. Os socos e chutes mais fracos são rápidos, mas causam danos mínimos, os ataques médios são uma mistura equilibrada de velocidade de recuperação e dano, e os ataques fortes são os mais poderosos, mas recuperam mais lentamente. Os ataques podem ser bloqueados pressionando o D-pad/joystick para trás (para ataques altos) ou para baixo e para trás (para ataques baixos). Os agarrões são executados ficando perto de um oponente e pressionando o D-pad/joystick para frente ou para trás e usando o botão de soco médio ou forte. Esses ataques não podem ser bloqueados ou evitados.
Cada personagem tem seus próprios ataques especiais únicos que são executados de forma diferente dos outros personagens. Se um personagem for atingido várias vezes seguidas, ele ficará "tonto" e seu oponente poderá batê-lo livremente. Em Eternal Champions, todos os comandos de movimento especiais são executados pressionando vários botões juntos ou segurando para trás ou para baixo para carregar e, em seguida, pressionando para cima ou para cima junto com um botão. Não há movimentos de esquiva neste jogo e determinados movimentos especiais só podem ser executados com um botão específico.
Como visto em Art of Fighting lançado no ano anterior, Eternal Champions possui um "medidor de ataque especial" que diminui cada vez que um personagem realiza um movimento especial, como um projétil; diferentes ataques especiais diminuem o medidor em quantidades diferentes e cada personagem tem um movimento de provocação que também diminui o medidor de ataque especial do oponente. Os personagens podem recuar para um escudo defensivo para recarregar seu medidor. No modo torneio (o modo principal para um jogador), o oponente do computador pode fazer movimentos especiais mesmo depois de seu medidor chegar a zero. O jogo apresenta movimentos finais específicos de estágio, chamados Overkills. Eles são realizados derrotando um oponente de forma que ele caia em uma determinada área do terreno. Se derrubados no lugar certo, a barra de vida desaparece e algum elemento de fundo os mata.

## Trama
Um ser onisciente conhecido como Eternal Champion prevê que a humanidade em breve deixará de existir devido às mortes prematuras e injustas de indivíduos importantes ao longo da história que estavam destinados à grandeza. Buscando restaurar o equilíbrio do mundo, o Eternal Champion reúne essas almas momentos antes de suas mortes. O Eternal Champion só tem poder suficiente para restaurar a vida de um desses indivíduos, então ele organiza e realiza um torneio de luta entre eles, onde o vencedor poderá recuperar sua vida e mudar seu destino enquanto traz equilíbrio ao universo, enquanto o os perdedores serão forçados a morrer tal como a história registrou.
Ao contrário da maioria dos jogos de luta ou videogames em geral, não há personagens neste jogo que sejam “maus” ou “vilões”. Cada personagem foi escolhido porque é inerentemente bom ou tem potencial para fazer um grande bem e mudar o curso da história para melhor. Apesar da capacidade de matar oponentes neste jogo, isso não é relevante para a história. Muito parecido com jogos como Mortal Kombat (que foi pioneiro em movimentos finais em jogos de luta), os "Overkills" do jogo não têm impacto na história e são simplesmente um elemento de jogo para a diversão do jogador. Na verdade, é revelado em alguns finais de personagens que alguns dos lutadores se tornam aliados ou amigos durante o torneio.

### Personagens
O jogo apresenta nove personagens jogáveis. Vencer o modo arcade com qualquer personagem revela um epílogo detalhando como o vencedor evitou a morte original e depois fez uma mudança positiva em sua época.
- Blade – Jonathan Blade é um caçador sírio de recompensas de 2030 d.C. Ele foi contratado pelo governo para ajudar a rastrear um terrorista que havia roubado um vírus letal. Blade estava prestes a prender o terrorista quando agentes das forças especiais abriram fogo contra os dois, fazendo com que acidentalmente o terrorista deixasse cair o frasco e liberasse o vírus.[8]
- Jetta - Jetta Maxx é membro da aristocracia russa desde 1899 d.C. Ela trabalhava disfarçada como acrobata de circo no momento de sua morte. Uma boxeadora revolucionária mexeu em seu equipamento de corda bamba antes de um grande show na China. Ela caiu para a morte na frente da multidão ao vivo. Quando sua verdadeira identidade foi revelada, aumentou a tensão entre as duas nações.[8]
- Larcen - Larcen Tyler é um ex-ladrão da década de 1920 em Chicago. Ele costumava trabalhar para um chefe do crime local. Ele foi contratado para plantar evidências no quarto de hospital de um líder da máfia rival. Só quando chegou ao local descobriu que seu verdadeiro alvo era o Chefe de Polícia, e a “evidência” era na verdade uma bomba. Larcen morreu na explosão que destruiu grande parte do hospital.[8]
- Midknight – Midknight é um mutante parecido com um vampiro que se esconde no Vietnã. Em sua vida anterior, ele foi o notável bioquímico britânico Mitchell Middleton Knight. Ele foi contratado pelas forças dos EUA para aumentar o abastecimento de água durante a Guerra do Vietnã em 1967. Ele foi exposto ao produto químico e sofreu uma mutação como qualquer outra vítima. Ele foi morto por um caçador de vampiros contratado pelo governo antes que pudesse criar uma cura.[8]
- R.A.X. – R.A.X. Coswell é um kickboxer cibernético americano de 2345 d.C. Seu treinador programou um vírus no software de seu exoesqueleto para garantir que ele perdesse uma partida importante. Como resultado, Coswell morreu durante a partida.[8]
- Shadow – Shadow Yamato é uma kunoichi assassina do Japão moderno (1993 d.C.). Ela foi jogada do alto do arranha-céu de seu empregador antes que pudesse expor publicamente as ações assassinas de seu sindicato.[8]
- Slash – Slash é um caçador pré-histórico de 50.000 a.C. Ele foi condenado à morte pelos mais velhos de sua tribo que temiam que Slash usasse sua alta inteligência para usurpá-los.[8]
- Trident – Um ser artificial criado pelos Atlantes de 110 a.C. Ele foi morto por um rival antes que pudesse competir na partida final de um torneio de gladiadores. Como consequência, o Império Romano baniu a sua raça para o mar, onde foram eventualmente exterminados.[8]
- Xavier - Xavier Pendragon foi um estudante de alquimia de 1692 d.C. Ele foi executado sob uma falsa acusação de bruxaria durante os Julgamentos das Bruxas de Salem.[8]

O Eternal Champion aparece como um chefe não jogável. Ele só pode ser jogado usando um código de trapaça do Game Genie. Ele também pode ser jogado na versão Tiger Handheld, Eternal Champions: Special Moves Edition.

## Desenvolvimento
Embora apenas creditado no jogo como "agradecimentos especiais", o artista veterano de quadrinhos, Ernie Chan, criou muitos dos designs dos personagens e da arte do jogo.

## Lançamento
O cartucho foi o segundo "jogo empacotado" a ser incluído no Sega Activator, um elaborado controle de anel infravermelho no qual os jogadores ficavam em pé dentro dele dando socos e chutes para fazer os personagens realizarem diferentes movimentos de combate. Foi um dos poucos jogos que realmente reconheceu o ativador e aproveitou a maioria dos recursos da unidade. O jogador que usa o ativador tem a vantagem de receber 50% menos e infligir 50% mais dano do que o jogador que usa um controlador normal.

### Promoção e outras mídias
Um sabor de Slurpee intitulado "Sega Eternal Champions Cherry" já esteve disponível nas lojas 7-Eleven nos Estados Unidos. Vinha em copos com fotos dos personagens, e o fundo do copo continha uma tatuagem temporária. Houve também uma promoção especial em dinheiro e descontos em julho de 1993, que foi apresentada na MTV. A Electronic Gaming Monthly patrocinou torneios Eternal Champions nos Estados Unidos como parte de um programa itinerante de videogame. O jogo, no entanto, ainda não havia sido concluído, então os participantes só puderam escolher entre quatro personagens para jogar: Shadow, R.A.X, Larcen e Slash.
Dois gamebooks, intitulados Eternal Champions Adventure Gamebook: The Cyber Warriors e Eternal Champions Adventure Gamebook 2: Citadel of Chaos, foram lançados pela Puffin Books. Nos livros, o leitor controla o mais novo Campeão e viaja no tempo ajudando os personagens do jogo a combater uma inteligência artificial megalomaníaca chamada Overlord, que está empenhada em substituí-los por duplicatas para que não possam mudar o curso da história para melhor. Ambos os livros foram lançados como álbuns de figurinhas pela Panini em 1993. Eternal Champions foi adaptado para os quadrinhos na revista Sonic the Comic, da Sega Magazine do Reino Unido e em uma revista independente, a Eternal Champions Special, que apresentou os personagens principais e serviu como uma adaptação para o jogo. Os personagens também apareceram em duas histórias da série principal Sonic the Comic, primeiro em Eternal Champions (edições 19-24) e depois Larson's [sic] Revenge (edições 37-40), que tratava do ladrão profissional Larcen Tyler retornando à Chicago dos anos 1920. e trabalhar com a kunoichi Shadow Yamoto para derrubar o chefe do crime que o matou. Eternal Champions foi a única propriedade da Sega não relacionada ao Sonic a receber uma edição especial de Sonic the Comic.

### Eternal Champions: Special Moves Edition
Eternal Champions: Special Moves Edition é um jogo portátil da Tiger e faz parte da série de jogos Sega Tiger Electronic Pocket Arcade. O jogo é essencialmente uma versão menor e mais simples de Eternal Champions. Inclui todos os nove personagens e o Campeão Eterno como personagem jogável. Esta versão tem três tipos diferentes de jogo, um contra um, um contra três e batalha em equipe.

## Recepção
No Reino Unido, foi o jogo Mega Drive mais vendido em fevereiro de 1994.
Após o lançamento do jogo, Eternal Champions teve uma recepção mista, e manteve uma pontuação agregada média de 62,5% no GameRankings no momento do fechamento do site em 2019. A Mean Machines Sega deu-lhe uma pontuação de 97%, chamando-o de "pelo menos tão bom" quanto Street Fighter II, e a Electronic Games deu-lhe 91%. Os quatro revisores da Electronic Gaming Monthly ficaram divididos, com dois deles recomendando o jogo com base no grande número de opções e na seleção de movimentos, enquanto os outros dois o descreveram como uma grande decepção, citando gráficos medíocres e personagens pouco empolgantes. Eles deram ao jogo uma média de 6,25 em 10, com pontuações individuais dos revisores variando de 5 a 8.
Em 2008, a IGN deu ao lançamento do Virtual Console uma pontuação de 6 de 10, criticando sua dificuldade de aprender a mecânica de jogo e elogiando a história do jogo, o modo de treinamento e o "medidor de força interno". IGN concluiu que "não é provável que muitos jogadores que nunca ouviram falar do jogo tenham paciência para gastar tanto tempo para conhecê-lo."
Em 1995, a Mega Zone incluiu o jogo em seus 50 melhores jogos da história, resumindo: "Personagens enormes e muita jogabilidade se comparam a MKII e SFII." Em 2006, IGN classificou os movimentos finais do jogo ("Overkills") como os melhores efeitos sangrentos da história dos videogames. Em 2011, a Complex o incluiu na lista das dez "imitações mais flagrantes de Mortal Kombat", mas acrescentou que era "uma das cópias de MK de maior sucesso" e "a única coisa que era uma droga era a dificuldade". A Complex também o incluiu na lista de 2012 das 25 franquias da Sega que eles gostariam de ver revisitadas e o classificou como o 24º melhor jogo de luta 2D de todos os tempos em 2013.